# Władysław Małachowski
Władysław Małachowski, na emigracji posługiwał się imieniem i nazwiskiem Leon Warnerke (ur. 26 maja 1837 w Macie koło Kobrynia (dzisiejsza Białoruś), zm. 7 października 1900 w Genewie w Szwajcarii) – polski fotograf, wynalazca, konstruktor i przemysłowiec fotograficzny.

## Życie w Polsce i emigracja
Absolwent Instytutu Inżynierów Komunikacji w Petersburgu z 1859 r. Po studiach rozpoczął pracę w Wilnie przy budowie Kolei Petersbursko-Warszawskiej. W 1863 r. przystąpił do powstania styczniowego, a następnie wszedł w skład Rządu Narodowego w Wilnie. Po upadku powstania policja, na rozkaz gen. M. Murawjowa, wydała list gończy za Małachowskim i wyznaczyła za jego głowę nagrodę w wysokości 10 tys. rubli, w wyniku czego zmuszony był ratować się ucieczką z kraju. Zbiegł wraz z żoną na pokładzie angielskiego statku do Wielkiej Brytanii, dzięki fałszywemu paszportowi wystawionemu na nazwisko Warnerke. Około 1870 r. osiadł wraz z żoną i córką w Londynie, i pod zmienionym imieniem i nazwiskiem – Leon Warnerke, rozpoczął energiczną pracę naukową i badania konstrukcyjne w zakresie fotografii.

## Wynalazczość
Do najważniejszych osiągnięć Władysława Małachowskiego należy udoskonalenie "suchej" emulsji kolodionowej, którą wylewał na podłożu papierowym w postaci warstwy do błonowania. Pokrywał gładki papier kolejno kilkoma warstwami czystego kolodionu i roztworem gumy arabskiej, która tworzyła podkład światłoczułej emulsji kolodionowej lub żelatynowej, dostatecznie grubej do łatwego oddzielenia jej od papieru i trwałego przeniesienia na zwilżoną płytę szklaną. Tak uzyskany negatyw mógł być użyty do wykonania pozytywu, podobnie jak negatyw szklany. Ów materiał światłoczuły Władysław Małachowski produkował we własnej firmie w arkuszach i rolach, z których cięto filmy zwojowe na 100 zdjęć do jednorazowego ładowania. Wprawdzie Małachowski uzyskał doskonałe rezultaty, ale wysokie koszty produkcji uniemożliwiły upowszechnienie się owych filmów oraz ich zbyt. 
W 1875 r. Władysław Małachowski skonstruował aparat fotograficzny wyposażony w specjalną kasetę na produkowaną przez siebie błonę w ładunkach po 100 zdjęć. Aparat ten wyposażony był w mieszek wysuwany na pojedynczej szynie metalowej. Był to jeden z pierwszych na świecie aparatów fotograficznych, jakie pozwalały wykonać tak znaczną liczbę zdjęć z jednorazowo załadowaną taśmą. Konstrukcja Małachowskiego wyprzedzała o 13 lat wynalazek George'a W. Eastmana - twórcy Kodaka, i  ks. Hanibala Goodwina. Władysław Małachowski w swojej kamerze zastosował — powszechnie stosowane w późniejszych, nowoczesnych aparatach — małe okienko kontrolne w tylnej ściance, z pomarańczową szybką, przez którą można było odczytać kolejny numer klatki negatywu. W 1881 r. Małachowski skonstruował kolejny model aparatu fotograficznego na błonę fotograficzną, zredukowaną tym razem do 40 negatywów. Film wykorzystany w tym modelu był perforowany małymi otworkami w odstępach jednego zdjęcia. Po wprowadzeniu czułej emulsji żelatynowej do pokrywania taśmy papierowej pomarańczowe okienko zostało zastąpione w tym modelu maleńkim dzwoneczkiem alarmowym, który wydawał dźwięk po przesunięciu się taśmy z emulsją na odpowiedni do wykonania zdjęcia odcinek. Sygnał uruchamiała maleńka metalowa wtyczka kontaktująca w danym momencie z przewodem elektrycznej bateryjki, umieszczonej wewnątrz kasety zwojowej aparatu. Pomysł Małachowskiego w późniejszym czasie został wykorzystany przez firmę Eastmana. 
Wśród osiągnięć Małachowskiego należy wymienić też, opracowany w 1880 r., sensytometr, który w następnym roku został uznany przez specjalną komisję za wzorcowy i stał się podstawą normalizacji w dziedzinie materiałów światłoczułych. Sensytometr konstrukcji Małachowskiego wyposażony był w płytkę szklaną z 25 kwadratowymi polami o coraz większym zaczernieniu, w ten sposób, iż współczynnik pochłaniania światła zwiększał się dwukrotnie co trzy stopnie, podobnie jak w skali nowoczesnego systemu DIN. Czułość w stopniach Warnerkego była określana w Anglii prawie do końca XIX wieku, a nawet, jak podaje Henryk Latoś w 1000 słów o fotografii, do 1920 r. 

## Działalność
Poza działalnością wynalazczą i przedsiębiorczą Małachowski utrzymywał kontakty z innymi konstruktorami i wynalazcami w dziedzinie fotografii, a także z organizacjami i towarzystwami fotograficznymi w różnych krajach europejskich. To za sprawą Małachowskiego środowisko fotograficzne w Londynie miało możność zapoznania się z najświeższymi dokonaniami na kontynencie, jak najnowsze osiągnięcia braci Lumière w dziedzinie fotografii barwnej czy metoda interferencyjna Gabriela Lippmanna.

## Dorobek
Zachowane zbiory i cenne instrumenty Małachowskiego, znajdujące się w posiadaniu córki wynalazcy, spłonęły podczas II wojny światowej, po zbombardowaniu Londynu przez Luftwaffe. 

## Kwestia nazwiska
W związku z posługiwaniem się na emigracji imieniem i nazwiskiem – Leon Warnerke, i konsekwentnym firmowaniem tym nazwiskiem swoich dokonań, w fachowej literaturze fotograficznej Małachowski wymieniany jest właśnie pod tym pseudonimem i przez wiele lat uznawany był mylnie za Rosjanina lub Węgra. Prawdziwą tożsamość Małachowskiego ustalił dopiero znany polski fotochemik Witold Romer.